# Sfaradim VeEdot Misrach
Sfaradim weʿAdot Misrach (hebräisch סְפָרַדִּים וְעֲדוֹת מִזְרָח Sfaradīm weʿAdōt Mizrach, deutsch ‚Sepharden und Gemeinschaften des Orients‘, englisch Sephardim and ʿAdot Mizrah bzw. Sephardim and Oriental Communities) war eine politische Partei in Israel. Sie bestand von 1948 bis 1951.
Die Partei repräsentierte die Bevölkerungsgruppen der Sephardim und Mizrachim, die bereits vor der Unabhängigkeitserklärung 1948 in Palästina lebten. Die Sfaradim weʿAdot Misrach wurde 1949 in die Gründungsversammlung gewählt, aus der dann die 1. Knesset wurde. Sie war an der ersten Regierung Israels beteiligt, in der sie eine Koalition mit folgenden Parteien bildete:
- HaChasit haDatit haMeʾuchedet
- Mapai
- Miflaga Progresivit
- Reschima Demokratit schel Natzrat

Insgesamt war die Partei, unter leicht wechselnden Bezeichnungen, während der 1. Legislaturperiode sowie am Anfang der 2. Legislaturperiode von 1949 bis 1951 an der ersten und zweiten Regierung beteiligt. Kurz nach den Wahlen zur 2. Knesset vereinigte sie sich mit der Hitʾachdut haTeimanim beJisraʾel (deutsch Vereinigung der Jemeniten in Israel) zur Partei Allgemeine Zionisten (Zijjonim Klalijim).
Am 10. September 1951 löste sich die Sfaradim weʿEdot auf. Die neu entstandene Allgemeine Zionisten vereinigte sich später mit anderen Zentrumsparteien zur Miflaga Liberalit Jisreʾelit und verschmolz im Gachal-Wahlbündnis mit der konservativen Cherut, die schließlich zum Likud wurde.

## Abgeordnete in der Knesset
| Knesset (Anzahl Mandate) | Abgeordnete der Knesset                                                    | Anmerkungen |
| ------------------------ | -------------------------------------------------------------------------- | ----------- |
| Erste (4)                | Mosche Ben-Ami, Eliyahu Eliashar, Abraham Elmalih, Bechor-Schalom Schitrit |             |
| Zweite (2)               | Eliyahu Eliashar, Benjamin Sasson                                          |             |